# Economia de Namíbia
Tradicionalment, l'economia de Namíbia ha tingut una forta dependència de la mineria, responsable per 8% del producte interior brut i per més de 50% de les exportacions, principalment de l'explotació de diamants i urani; tot i que hi ha jaciments menors de coure, estany, plom i tungstè. Namíbia és el 4t exportador de minerals a Àfrica, el cinquè productor mundial d'urani. La mineria empra solament 3% de la població, mentre gairebé 50% depèn de l'agricultura.
La pesca és important, encara que han disminuït les captures a partir dels anys setanta de la dècada del segle xx. En anys recents el turisme s'ha tornat molt més important donada la bellesa natural del país i la interessant fauna nativa, tradicionalment africana, però en un ambient diferent del comunament associat en la sabana africana.
El país importa gairebé 50% dels cereals que necessita, i durant les sequeres la falta d'aliments a les zones rurals és un problema considerable. L'elevat PIB per capita del país quan comparat als seus veïns oculta la pitjor distribució de renda del món, amb un coeficient de Gini de 70,7.
L'economia del país posseeix forts lligams amb la de l'Àfrica del Sud, i el dòlar namibià té taxa de canvi fixa 1 per 1 amb el rand sud-africà.